# رالف ماسون
رالف ماسون (بالإنجليزية: Ralph Mason)‏ هو مغني أوبرا بريطاني، ولد في 1 سبتمبر 1938، وتوفي في 10 أغسطس 2016.